# Alfredo Toro Hardy
Alfredo Toro Hardy (Caracas, 22 de mayo de 1950) es un diplomático jubilado, académico e intelectual venezolano. Es uno de los contados expertos en relaciones internacionales de América Latina que ha sobresalido simultáneamente en los ámbitos prácticos y teóricos de esta disciplina. Fue embajador de su país en importantes destinos (incluyendo Washington D. C., Londres, Madrid y Brasilia), ha enseñado y ocupado la dirección de varias instituciones académicas en el área de las relaciones internacionales tanto en Venezuela como en el exterior y ha publicado extensamente sobre este tema.

## Familia y educación
Según el historiador y expresidente de Venezuela Ramón J. Velásquez: "Alfredo Toro Hardy pertenece a esos Toro, cultivadores de las letras, las ciencias, las artes y el civismo y siempre tan vinculados al proceso histórico venezolano". Ello incluye al prócer de la independencia Fernando Rodríguez del Toro, a María Teresa Rodríguez del Toro y Alayza, esposa del Libertador Simón Bolívar y al estadista Fermín Toro. Es, a la vez, hermano de José Toro Hardy, reconocido autor y economista, sobrino del novelista Miguel Toro Ramírez y nieto del científico y académico Carlos Toro Manrique. Alfredo Toro Hardy se graduó de abogado en la Universidad Central de Venezuela en 1973. Entre 1973 y 1975, y bajo una beca del gobierno francés, cursó estudios de posgrado en diplomacia y en derecho comparado en el Instituto Internacional de Administración Pública de París (institución hermana a la Escuela Nacional de Administración, ENA, con la cual luego se fusionó) y en el Instituto de Derecho Comparado de la Universidad de París II, respectivamente. En 1977 obtuvo una maestría en derecho económico internacional de la Facultad de Ciencias Jurídicas y Políticas de la Universidad Central de Venezuela y en 1979 una maestría en derecho internacional de la Facultad de Leyes de la Universidad de Pensilvania. En 1984 cursó estudios de negociación internacional bajo el programa “Negociation Project” de la Escuela de Leyes de la Universidad de Harvard. En 2019 la Geneva School of Diplomacy and International Relations le confirió el título de Doctor en Relaciones Internacionales.

## Trayectoria académica
En 1992 se retiró de la Universidad Simón Bolívar de Caracas con el rango de Profesor Asociado, habiéndose desempeñado como Director del Centro de Estudios Norteamericanos y Coordinador del Instituto de Altos Estudios de América Latina de dicha Casa de Estudios. Profesor, también hasta 1992, de la Universidad Central de Venezuela. Fulbright Scholar y profesor Visitante de la Escuela de Estudios Públicos e Internacionales Woodrow Wilson de la Universidad de Princeton (1986-1987). Director del Instituto de Altos Estudios Diplomáticos Pedro Gual del Ministerio de Relaciones Exteriores (1992-1994). Profesor de la Escuela de Estudios Internacionales de la Universidad de Brasilia (1995-1996). Profesor a Distancia de la Facultad de Ciencias Económicas y Sociales de la Universidad de Barcelona (2003-2004). Miembro del Comité de Asesoría Académica en estudios diplomáticos de la Universidad de Westminster (2003-2008). Fue elegido por el Consejo de Facultades de la Universidad de Cambridge como Profesor de la Cátedra Simón Bolívar de esa universidad para el período 2006-2007, designación que se vio obligado a declinar en virtud de su carrera diplomática (entre los anteriores ocupantes de esa cátedra se han encontrado figuras como Octavio Paz, Mario Vargas Llosa, Carlos Fuentes, Fernando Henrique Cardoso o Celso Furtado). Es miembro de la Red Iberoamericana de Sinología y ha integrado los consejos académicos de varios simposios electrónicos sobre China organizados por el Observatorio de La Política China (España). Forma parte del Consejo Directivo de la Asociación Venezolana de Estudios sobre China adscrita a la Universidad de Los Andes (AVECH) y anteriormente del Consejo Directivo del Centro de Investigación de Asuntos Estratégicos Globales (CEINASEG). Diversas promociones de egresados universitarios en Estudios Internacionales y en Ciencias Políticas de la Universidad Central de Venezuela y de la Universidad de los Andes lo han escogido como padrino, denominándose con su nombre. La más reciente de ellas fue la promoción de internacionalistas de la Universidad Central de Venezuela "Alfredo Toro Hardy", del año 2025.  Es Investigador Asociado del Instituto Gallego de Análisis e Investigación Internacional (IGADI), así como miembro (presente o pasado) de varios centros de análisis e investigación en relaciones internacionales o economía en diversos países, incluyendo a Chatham House (Reino Unido) y Global Labor Organization (Alemania). En dos ocasiones (septiembre de 2011 y octubre de 2017) fue académico residente del Bellagio Center de la Fundación Rockefeller, importante referente del pensamiento, la ciencia y la creatividad contemporáneos que ha albergado a numerosos premios Nobel, Pulitzer, Booker Prize y Mahidol. Fue, así mismo, Miembro del Comité de Nominaciones del Bellagio Center entre 2014 y 2016 y desde 2023 integra el Comité de Expertos de dicha institución, encargado de la selección de nuevos residentes. En 2019 fue invitado por la Fundación Rockefeller, para participar como conferencista en la celebración de los sesenta años del Bellagio Center. En 2019 fue designado Profesor Honorario de la Geneva School of Diplomacy and International Relations. Ha sido igualmente conferencista en algunas de las más reputadas instituciones académicas de las Américas, Europa y Asia, así como en relevantes centros de análisis e investigación, habiendo participado a la vez en numerosos seminarios internacionales. Entre las universidades a las que ha sido invitado a dictar conferencias se encuentran las de Oxford, Cambridge, Londres, Harvard, Columbia, Brown, Johns Hopkins, British Columbia, Copenhague, Complutense, Alcalá, Nacional de Singapur, Nanyang, Nacional de Malasia, Jawaharlal Nehru, Sao Paulo o el Instituto Tecnológico y de Estudios Superiores de Monterrey.

## Libros
Es autor de veintiún libros y coautor de otros dieciséis, la mayor parte de los cuales versan sobre relaciones internacionales. En 2003 y 2008 dos de sus libros, La Era de las Aldeas y Hegemonía e Imperio, fueron respectivamente galardonados con el Premio Internacional del Libro Latino en la feria internacional del libro BookExpo America, la mayor de Estados Unidos. Su libro The World Turned Upside Down: The Complex Partnership Between China and Latin America fue publicado dentro de la prestigiosa colección Series on Contemporary China, cuyo Consejo Editorial está conformado por reputados especialistas en China del ámbito académico internacional. En una extensa selección de libros provenientes de América de Sur, el catalogador de libros en línea LibraryThing consideró a la obra anterior, la cual versa sobre la compleja interrelación económica entre China y América Latina, como una de las nueve lecturas más importantes para comprender a la región. En 2017 la prestigiosa editorial académica World Scientific, publicó su libro Understanding Latin America: A Decoding Guide. En 2018, World Scientific publicó su obra The Crossroads of Globalization: A Latin American View. En 2020 World Scientific publicó su libro China versus the US: Who Will Prevail?. En 2022 la reconocida editorial británica Palgrave Macmillan publicó un nuevo libro suyo que lleva por título America's Two Cold Wars: From Hegemony to Decline?. Las obras individuales de Alfredo Toro Hardy han sido prologadas por destacados expertos internacionales como Rubens Ricupero, Secretario General de la UNCTAD; Victor Bullmer Thomas, Director de Chatham House; Geoffrey Hawthorn, exdirector de la Escuela de Estudios Políticos e Internacionales de la Universidad de Cambridge; Robert Harvey, connotado historiador británico; Carlos Pérez del Castillo, expresidente del Consejo de la Organización Mundial de Comercio; Luis Enrique García Rodríguez, Presidente de CAF-Banco de Desarrollo de América Latina; Xulio Ríos, Director de IGADI y de la Red Iberoamericana de Sinología, Francisco Rojas Aravena, Rector de la Universidad para la Paz, institución dependiente de la Organización de las Naciones Unidas; Tommy Koh, expresidente tanto del Consejo de Seguridad como de la Convención de las Naciones Unidas sobre el Derecho del Mar; Klaus Zimmermann (economist), expresidente del Instituto Alemán de Investigaciones Económicas o Roxane Farmanfarmaian, profesora de relaciones internacionales de la Universidad de Cambridge y ex editora-en-jefe de la Cambridge Review of International Affairs. Toro Hardy ha escrito, así mismo, diversas obras en coautoría con distinguidas personalidades de América Latina, Europa y Asia, incluyendo allí a Rafael Caldera, Ramón J. Velásquez, Fernando Henrique Cardoso, Heraldo Muñoz, Juan Somavía, Franco Montoro, Allan Wagner Tizón, Arturo Sosa o Teodoro Petkoff.

## Publicaciones académicas y prensa
Es o ha sido miembro de los consejos editoriales o científicos de las publicaciones académicas arbitradas Tempo Exterior (IGADI, España), Cuadernos de China (Universidad de los Andes, Venezuela), Alexis Journal of International Affairs (Alexis Foundation, India) y Política Internacional (Asociación de Política Internacional, Venezuela). De igual forma, es miembro del Consejo Asesor de la publicación analítica Observatorio de Política China (Casa Asia-IGADI, España) y entre finales de los ochenta y comienzos de los noventa formó parte del Consejo Editorial del diario venezolano de análisis económico Economía Hoy. Ha publicado una treintena de trabajos académicos en revistas arbitradas de las Américas, Europa y Asia. Durante más de tres décadas fue columnista semanal del diario El Universal de Caracas y, con anterioridad, columnista semanal durante diez años de El Diario de Caracas. Sus artículos, que versan sobre relaciones internacionales o economía mundial, han aparecido igualmente en algunos de los principales medios de prensa escrita de América Latina y de España. Colabora de manera habitual con las publicaciones del Instituto Gallego de Análisis y Documentación Internacional (IGADI) y las del Observatorio de la Política China, dos importantes “think tanks” españoles. Es, a la vez, columnista regular de las publicaciones de carácter analítico Global Policy Journal (Reino Unido), Fair Observer (Estados Unidos), World Geostrategic Insights (Italia) y Peninsula Foundation (India), así como colaborador ocasional de las de los "think tanks"  Global Labor Organization (Alemania), USANAS Foundation (India) y Asia Power Watch (Francia). A lo largo de 1993 mantuvo un programa semanal de corte histórico en Radio Caracas Televisión, en el cual analizaba los grandes eventos mundiales transcurridos entre el inicio de la Primera Guerra Mundial y el colapso de la Unión Soviética.

## Actividad diplomática
Inició su carrera en el sector público en 1976, cuando fue designado Consultor Jurídico Adjunto del Instituto de Comercio Exterior del Ministerio de Relaciones Exteriores, retirándose de ella a mediados de 2017, cuando presentó su renuncia al Ministerio de Relaciones Exteriores con antelación a su jubilación. Detentó el rango de Embajador bajo cinco administraciones presidenciales. En 2004 publicó una carta abierta en la prensa venezolana en la que recalcaba su condición de funcionario de carrera del Estado y no la de militante o seguidor del partido de gobierno. En virtud de esta carta abierta su designación como Representante Permanente de su país ante la Organización de las Naciones Unidas con sede en Nueva York, ya aprobada por el Congreso y hecha pública por la prensa, fue revocada. Sin embargo, se decidió que permaneciese como Embajador en el Reino Unido, cargo que ocupaba para ese momento. Entre los cargos más relevantes que ocupó habría que destacar los siguientes:
- Director del Instituto de Altos Estudios Diplomáticos Pedro Gual del Ministerio de Relaciones Exteriores con rango de Embajador (1992-1994)
- Miembro del Jurado Calificador y del Comité de Recursos Humanos del Ministerio de Relaciones Exteriores (1992-1994)
- Embajador en la República Federativa del Brasil (1994-1997)
- Embajador en la República de Chile (1997-1999)
- Embajador en los Estados Unidos de América (1999-2001)
- Embajador en el Reino Unido de Gran Bretaña e Irlanda del Norte (2001-2007)
- Embajador en la República de Irlanda (2002-2007)
- Embajador en el Reino de España (2007-2009)
- Embajador en la República de Singapur (2009-2017)

### Obras Individuales
- Control of Restrictive Practices in Industrial Property Matters in the United States and Venezuela (Philadelphia, 1979)
- Rafael Caldera (Caracas, 1983)
- ¿Para qué una política Exterior? (Caracas, 1984)
- Venezuela, Democracia y Política Exterior (Caracas, 1986)
- El Desafío Venezolano: Cómo Influir las Decisiones Políticas Estadounidenses (Caracas, 1988, 1991, 2005)
- La Maldición de Sísifo: Quince Años de Política Exterior Venezolana (Caracas, 1991)
- Bajo el Signo de la Incertidumbre (Caracas, 1992)
- De Yalta a Sarajevo: De la Guerra Fría a la Paz Caliente (Caracas, 1993)
- Las Falacias del Libre Comercio (Caracas, 1993)
- Del Descalabro Mexicano a la Crisis Venezolana (Caracas, 1995)
- El Desorden Global (Caracas, 1996)
- La Era de las Aldeas/The Age of Villages (Bogotá, 2002)
- La Guerra en Irak (Caracas, 2003)
- Irak y la Reconfiguración del Orden Mundial (Caracas, 2003)
- ¿Tiene Futuro América Latina? (Bogotá, 2004)
- Los Estadounidenses (Caracas, 2005)
- Hegemonía e Imperio/Hegemony and Empire (Bogotá, 2007)
- The World Turned Upside Down: The Complex Partnership Between China and Latin America (New Jersey, 2013)
- Understanding Latin America: A Decoding Guide (New Jersey, 2017)
- The Crossroads of Globalization: A Latin American View (New Jersey, 2018)
- China versus the US: Who Will Prevail? (New Jersey, 2020)
- America's Two Cold Wars: From Hegemony to Decline? (London, 2022)

### Obras como coautor
- Los Libertadores de Venezuela, Caracas, Ediciones Meneven, 1983 (en coautoría con Ramón J. Velásquez, Alfonso Rumazo González, J.A. de Armas Chitty, Aníbal Laydera Villalobos, Pedro Grases et al.)
- Venezuela Contemporánea, Caracas, Fundación Eugenio Mendoza, 1989 (en coautoría con Pedro Cunill Grau, Asdrúbal Baptista, Pedro A. Palma, Allan Brewer-Carías, Pedro Díaz Seijas et al.)
- Petróleo, Liberalismo y Nacionalismo, Caracas, Fundación de Estudios del Futuro, 1991 (en coautoría con Domingo F. Maza Zavala, Teodoro Petkoff, Ovidio Pérez Morales, Rafael Caldera et al.)
- Amazonas: Diagnóstico y Estrategia de Desarrollo, Caracas, Comisión presidencial de asuntos fronterizos colombo-venezolanos, 1992 (en coautoría con Ramón J. Velásquez, Alberto Lizarralde et al.)
- La Frontera Occidental de Venezuela: Propuestas de Política, Caracas, Comisión presidencial de asuntos fronterizos colombo-venezolanos, 1992 (en coautoría con Ramón J. Velásquez, Edgar C. Otálvora, Pedro Cunill Grau, Alberto Muller Rojas, Elsa Cardozo de Da Silva et al.)
- Venezuela: Opciones para una Estrategia Económica, Caracas, Comisión Presidencial para la Reforma del Estado, 1993 (en coautoría con Edgar Paredes Pisani, Diego Bautista Urbaneja, Héctor Silva Michelena, Armando Córdoba et. al.)
- Ideas sobre el porvenir de Venezuela, Caracas, Asociación Venezuela, Sociedad y Economía, 1993 (en coautoría con Asdrúbal Baptista, Rafael Caldera, Enzo del Búfalo, Gustavo García, Ignacio Ávalos et al.)
- Encuentro y Alternativas: Venezuela, 1994, Caracas, Conferencia Episcopal de Venezuela/Universidad Católica Andrés Bello, 1994 (en coautoría con Mons. Mario Moronta, Arturo Sosa, S.J., Domingo Maza Zavala, Asdrúbal Baptista, Bernardo Mommer et al.)
- MERCOSUR-NAFTA, Sao Paulo, Universidade de Sao Paulo/Parlamento Latinoamericano, 1994 (en coautoría con Raúl Alfonsín, Celso Lafer, Franco Montoro, Heraldo Muñoz, Paulo de Tarso, Marco Aurelio García, Rubens Barbosa et al.)
- MERCOSUR-Venezuela, Sao Paulo, Parlamento Latinoamericano/Embaixada da Venezuela no Brasil, 1995 (Coeditor. En coautoría con Luiz Felipe Lampreia, Álvaro Ramos Trigo, Miguel Ángel Burelli Rivas, Allan Wagner Tizón, Dorothea Werneck, Franco Montoro et al.)
- Democracia: A Grande Rovolucao, Brasília, Universidade de Brasília, 1996 (en coautoría con Fernando Henrique Cardoso, Rafael Caldera, Juan Somavía, Heraldo Muñoz, Jeliu Jelev, Joao Claudio Todorov et al.)
- Abriendo Caminos para la Historia, Caracas, Editorial Panapo/Embajada de Venezuela en Brasil, 1997 (Editor. En coautoría con Rafael Caldera, Fernando Henrique Cardoso, Franco Montoro, Roberto Requiao, Atila Lins, Carlos Fernando Mathias de Sousa et al.)
- Gobernanza: Laberinto de la Democracia, Caracas, Capítulo Venezolano del Club de Roma, 2005 (en coautoría con Aram Aharonian, Arnoldo José Gabaldón, Rigoberto Lanz, Margarita López Maya, Mercedez Pulido de Briceño, María Ramírez Ribes, Heinz Sonntag et al.)
- The Impact of Technology on Intelligence and Security, London, The Diplomatic Academy of London/University of Westminster, 2006 (en coautoría con Jurgen Mertens, Sir Michael Alexander, Margaret Blunden, Sir Timothy Garden, Michael K. Simpson, Colin Adamson-Macedo et al.)
- Estudio sobre las Relaciones entre China e Iberoamérica 2015 (edición en mandarín), Xuzhou, Universidad Normal de Jiangsu, 2016 (en coautoría con Zhu Lun, Xulio Ríos, Roger Cornejo, Roberto Mansilla Blanco, Gustavo Alejandro Girado et al.)
- El Reino del Centro Visto desde el Sur: China en la Óptica de las Investigaciones Latinoamericanas del Siglo XXI, Caracas, Centro Nacional de Historia, 2021 (en coautoría con Carlos Alfonso Franco Gil, Gonzalo Ghiggino, Veruska Torres Mello, Chen Lan, Julio López Saco, et al.)

## Artículos académicos
Más de treinta trabajos en relaciones internacionales publicados en revistas académicas arbitradas, incluyendo entre otras la Cambridge Review of International Affairs (Centre of International Studies, University of Cambridge, UK); Política Externa (Centro de Pesquisa em Relações Internationaes, Universidade de Sao Paulo, Brasil); Journal of Jiangsu Normal University (Tsinghua Tongfang Knowledge Network Technology, China); Revista Diplomacia, Estratégia, Política (Ministerio das Relações Exteriores-FUNAG, Brasil); GLO Discussion Papers (Global Labor Organization, Germany); Revista de Historia Actual (Grupo de Estudios de Historia Actual, Universidad de Cádiz, España); Peninsula Journal of Strategy and Policy (The Peninsula Foundation, India); Jiexi Zhongguo: Análisis y Pensamiento Iberoamericano sobre China (Observatorio de la Política China, España); Global Dialogue Review (Global Dialogue Forum, India); Tempo Exterior: Revista de Análise e Estudos Internacionais (Instituto Galego de Análise e Documentación Internacional, España); Humania del Sur (Universidad de los Andes, Venezuela); Revista Politeia (Instituto de Estudios Políticos, Universidad Central de Venezuela, Venezuela); Revista Ciencia Política (Tierra Firme Editores, Colombia); Boletín de la Academia de Ciencias Políticas y Sociales (Academia de Ciencias Políticas y Sociales, Venezuela); Indian Review of Asian Affairs (India); Política Internacional (Asociación Política Internacional, Venezuela) o Cuadernos de China (Universidad de los Andes, Venezuela), inter alia.